# リフレイン (ラックライフの曲)
『リフレイン』は、ラックライフのメジャー4作目のシングル。2017年8月23日にLantisから発売された。

## 概要
前作「風が吹く街」から約9か月振りのリリース。
表題曲「リフレイン」は、テレビアニメ『最遊記RELOAD BLAST』エンディングテーマ。
タイアップが決まった際に2曲目の「存在証明」を書いており、「リフレイン」を元々カップリング曲にする予定だったが、スタッフから「リフレインも合うんじゃないか」という意見がでて、「リフレイン」に決まったとインタビューで語っている。

## 収録曲
（全作詞・作曲：PON、編曲：ラックライフ） 
1. リフレイン
テレビアニメ『最遊記RELOAD BLAST』エンディングテーマ
2. 存在証明
3. sweet my life